# Episinus hickmani
Episinus hickmani là một loài nhện trong họ Theridiidae.
Loài này thuộc chi Episinus. Episinus hickmani được Lodovico di Caporiacco miêu tả năm 1949.